# ギュレン運動
ギュレン運動（ギュレン・ムーヴメント）、ギュレン教団、ヒズメット運動、もしくはヒズメット（奉仕）は、1960年代末にイズミルで生まれた社会運動である。イマーム、説教者、作家であるフェトフッラー・ギュレンの教えに共鳴した人々が参加する。トルコをはじめとする様々な国で活動を行う。ギュレン運動がイスラーム復興運動なのか、市民運動なのかという議論において、いまだ定まった意見はない。国内外での教育、トルコ文化の普及、宗教対話や貧困解決への支援が評価され、社会のさまざまな方面から支持される一方で、一部からは政教分離の脅威、政治的、経済的勢力とみなされ、批判されることもある。
現在、当該運動の参加者はトルコ政府により、フェトゥッラー・テロ組織（Fetullahçı Terör Örgütü、FETÖ）と指定されている。パキスタン政府、イスラム協力機構、湾岸協力会議も当該運動をテロ組織と指定・認識している。

## 定義
ギュレン運動の活動は「光の家」として始まった。ジェマート財団と慈善会による支援を受けて中等学校の学生寮が開設されると、初等・中等学校、デルスハーネ（予備校）、大学などの教育機関もつくられるようになった。広報部が始動し、社会での認識が高まるにつれ、活動は宗教間の対話や社会的援助を目的としたワクフや慈善団体から病院、金融、保険機構などに移っていき、広く知られるようになった。

## 活動と取り組み

### 教育

セネガル代表団によるシリフケの民俗舞踊

ギュレン運動が重視する活動分野は教育である。フェトフッラー・ギュレンは自身著作や説教において、「テッケ（修道場）・マドラサ・メクテップ（学校）」の3つを強調し、宗教教育が神秘主義と科学とともに行われるような組織および市民による（政府が関与しない）教育機関を設置することを奨励する。さらに光の家と呼ばれる都会的な組織もみられる。

#### 寮、学校、デルスハーネ
フェトフッラー・ギュレンの奨励を受け、ギュレン運動によってトルコ国内外で開設された学校。イェニ・アクテュエルの調査によると、世界91か国で約489校の高校・初等学校、6校の大学、および教育センター、語学センターが開設されたという。これらの学校ではトルコ語の授業が選択科目として開講されており、英語、各国の公用語、さらには他の外国語（中央アジアでのロシア語、アフガニスタンでペルシア語、アフリカでフランス語など）の授業も行われる。

#### トルコ語オリンピック
国際トルコ語オリンピック（旧称：外国人のためのトルコ語大会）は外国語としてトルコ語を学ぶ人々が世界各国から集まり、初級から上級レベルまでトルコ語運用能力を競い合い、文化を発表する大会。毎年参加国、参加者ともに増えており、2003年の第一回大会で17か国62名だった参加者は、2012年の第十回大会では135か国1500人となった。

### 人道支援
2000年代には活動に人道支援も含まれるようになり、イスタンブールを中心に活動するNGO団体キムセヨクムやアメリカで活動するヘルピング・ハンズが設立された。

### 「宗教間」対話

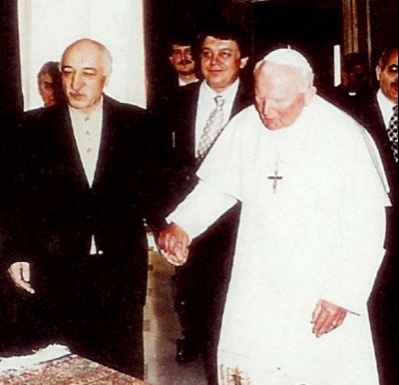
フェトフッラー・ギュレンがヨハネ・パウロ2世を訪問する様子

1994年のジャーナリスト・作家財団設立以降、トルコだけでなく世界の主要地域（イギリスでは対話集会、アメリカでは東部州ルーミー・フォーラムなど）で関連財団を介し、対話を推進することを目的とした会議（アバント会議など）や行事、出版・放送が行われている。宗教間対話を目的とした会議や出版・放送を通した活動だけでなく、シンポジウムやアバント会議のような会議を一部の作家が、イスラム主義の運動とみなして反発を示す一方、これらの活動を支援する学術関係者やインテリ層もいる。

### 経済活動
運動は学校だけでなく放送局や大手銀行、国内最大の商業組織や新聞社などを保有しているといわれる。トルコ労働者実業家連合（TUSKON）のもと集まる裕福なトルコ人や中小企業家らも経済界のギュレン運動とみなされる。運動による利息なしのアジア銀行やウシュク保険という保険会社、アジア・ファイナンスのような金融機関もある。ギュレン運動のザマン紙は国内最大の新聞社の一つに成長し、サマンヨルTVといったテレビ局、ブルチFMやワールド・ラジオ（2011年末にラジオ・メフタプに周波数割り当てを譲った）など主要ラジオ局も設立された。

### 広報活動
1979年スズントゥを創刊し、その後日刊紙ザマンやテレビ局サマンヨルTVを設立した。メフタフTV（文化）、サマンヨル通信（ニュース）、ユムルジャクTV（子供向け）、ウルマクTV（宗教）、www.kure.tv（インターネット）、エブルTV（英語）、ドゥンヤ（クルド語）といった民間放送を行うチャンネルも保有し、神学に関する学術誌、イェニ・ウミトやアクスィヨンなども発刊している。

### 政治活動
2月28日過程においてギュレンは、寛容・対話活動という名目で、反トルコ共和国・反世俗主義でシャリーアの施行を目論み、支持者を扇動しているとして世間を騒がせた。これに関し国家保安裁判所で起こされた訴訟でギュレンは訴追されたが、無罪となった。

#### 「並行国家」
エルドアン政権時の2013年秋ごろから、政権内で組織された「並行国家」が教団の支持者でない人や彼らの敵を排除する目的で該当者の私生活の監視、録音や証拠捏造などを行ったとする陰謀論が唱えられ、訴追された。フェトフッラー・ギュレン、弁護団やジャーナリスト・作家財団などはこれらの主張を否定したが、ギュレンに近いとされるヌレッティン・ヴェレン、アフメト・ケレシュ、セリム・チョラクル、ラティフ・エルドアンらがこれに関して証言している。公正発展党（AKP）とギュレン間の論争では主に「認識操作」や「ソーシャル・エンジニアリング」「諜報活動」「陰謀」「証拠捏造」「司法・警察の私有化」「独裁者」などの陰謀論が話題となる。2014年2月、エルドアン政権下で招集された国家安全保障評議会はギュレン運動と同じものとされる「並行国家」を名もなき国内の脅威と定めた。ジャーナリストのAslı Aydıntaşbaşによると、公正発展党は「ディープステート」であるエルゲネコンを撲滅のためにギュレン運動を利用したが、その後ギュレン運動自身も公正発展党により「ディープステート」と見なされてしまった。

### その他の活動
1994年にジャーナリスト・作家財団が設立された。ギュレンは1996年4月4日、フェネル地区のギリシア正教世界総主教座のバルトロメウ総主教とイスタンブールで会談し、健康上の問題のために渡ったアメリカで1997年9月10日、名誉毀損防止同盟会長エイブラハム・フォックスマン、1997年9月16日にニューヨークの枢機卿ジョン・オコナーと会談を行った。ADLのエイブラハム・フォックスマンはギュレンが著したイスラームにおける寛容に関する本の英訳を出版することを発表した。
1997年11月21日にはイスタンブールのヴァチカン代表ゲオルグ・マロヴィッチと、シリア正教の宗教家らを訪問した。1998年2月9日、アンカラ駐在アメリカ大使モートン・アブラモウィッツを介し、ヴァチカンでローマ教皇、ヨハネ・パウロ2世と会談した。アブラモウィッツはフェトフッラー・ギュレンと1998年に共和人民党の元書記長の紹介で知り合ったという。

## 歴史的発展
元々はヌルジュ教団から生まれた運動。トルコ国内外で、教育分野では「光の家」、寮、学校、予備校、メディアではザマンやサマンヨルTVなど、政治や金融、保険の分野にも進出しているが、公式の組織やメンバーシップを有していない。トルコの警察や司法などの要職にも数百人の参加者がおり、メンバーの収入の5パーセントから20パーセントが運動に寄付されているとされる。1966年から1983年は多くの研究者らにより、運動が組織された時期として位置付けられている。 ギュレンは1960年代、公式のイマームとしての活動だけでなく、説教、説教の録音テープ、若者を集めた夏季キャンプなどを通して、様々な集団に教えを広めた。1970年代に、ギュレンの講演会となった談話会や低収入世帯の子供らのために始めた「ヌール・キャンプ」という名の夏季キャンプ、運動の教育活動や「黄金世代」という名で知られる世代が形成される基礎ができた。1979年に刊行されたスズントゥの社説でギュレンが共鳴者へ教育団体の組織を呼び掛けると、一部のビジネスマンにより経済水準の低い学生のための学生寮や施設が作られ、これが運動の初期の教育活動となった。トゥルグト・オザルが首相を務めた1983年、ギュレン運動はひとつの転換期を迎える。このオザル政権時代、ギュレンの共鳴者による学校設立が許可されるようになった。イズミルのボズヤカ地区の学生寮がヤマンラル・コレジという名の私立高校となったことを機に、初めて運動の学校が設立された。しだいに数を増やしたこれらの学校には特に保守的、リベラルなエリートが集まった。大学へ行く子供らのため準備課程（ハズルルク）の必要性が認識されるようになるとフラト教育センター（FEM）が開かれ、学校とともに注目されるようになり、様々な名で国内で広まっていった。準備過程は教団の重要な資金源となった。1991年末、ソ連の解体後、ジェマート財団や企業は中央アジアをはじめトルコ、カフカースやバルカン諸国、続いてアジア、アフリカ各国で私立高校を開いた。アゼルバイジャンで1992年に開かれたナフチュヴァン・トルコ高校は運動がトルコ国外で開いた初めての教育機関である。中央アジアでの教育活動においてもっとも成功した国はカザフスタンであり、1992年カザフスタンに渡ったトルコ人により2年間で29校の高校が開かれた。
1994年には自身が名誉会長を務めるジャーナリスト・作家財団が設立されたことで、新聞やテレビなどのメディアでの影響力を強め、運動はトルコだけでなく国際社会に広く知られるようになった。ギュレンは1994年から首相に在任していたタンス・チルレル、その他政治的リーダーだけでなく、トルコでのマイノリティー、宗教組織の指導者ら、1998年にはローマ教皇、ヨハネ・パウロ2世と会談した。1990年代後半には財団が主宰するアバント・プラットフォーム、メディアログ・プラットフォーム、女性プラットフォーム、異文化プラットフォームなどの活動が国内外で行われた。ギュレンは2月28日過程において健康上の問題が原因で渡ったアメリカで生活を送る中、2000年代には人道支援事業にも関わるようになった。アメリカではヘルピング・ハンズ（支援の手）を、国内ではイスタンブールを中心に活動するキムセヨクムを設立した。

## 信仰とイデオロギー
ギュレン運動はサイード・ヌルスィーの「光の書」の思想とイデオロギーを土台とする「黄金世代」をつくることを目的としている。「ヒズメット（奉仕）」という名はヌルスィーがよく用いた「信仰とコーランへの奉仕」という言い方からとられた。ギュレンの著した作品、詩や論文において理想的な「黄金世代」が説明される。教団の初めての初等教育機関である「光の家」で「光の書」が定期的に読まれている。フェトフッラー・ギュレンは教団内で預言者イエス、もしくはマフディーとみなされているが、このことに関して本人からはっきりと語られてはいない。ギュレンは自身に向けられたこの類の噂において、これらに反対しない立場をとっている。同氏は「ある人に関して、彼の周辺の人々が彼が救世主であることを信じており、それに確信を持っているとしても、彼にそれを宣言するような義務はない」と述べている。17年間教団の指導者として奉仕活動につとめ、2003年教団を離れた作家のサイード・アルプソイによれば、「教団にはフェトフッラー・ギュレンがマフディーであると信じる人、彼がメシアだと信じる人がいる。このことに関して最も控えめな言い方をする人は、イスラーム用語で「ミュジェドディド」に値する「世紀の学者」と呼んでいる。しかし私は、『その3つでもなく彼はただ肩書のない、ヒダイェトの指導者であり、教団の指導者である』という人には会ったことがない。」

## 批判
教団がカルトに類似すると懸念する学者もいる。オランダ政府は、2008年のオランダでの活動調査でギュレン学校がソーシャル・インテグレーション（社会的統合）に反する態度を助長しているとして、彼らの公的資金を引き下げた。
報道などでギュレンが右翼とされることもある。しかし2005年教団を離れ、労働者党に入ったヌレッティン・ヴェレンの批判は、よりギュレンと教団の宗教的態度の変化、政府内部に作られたとされるギュレン運動の組織やCIAとの協力に向けられたものだった。
「光の家」と名付けられた教団による学生寮は洗脳教育や「地下組織の巣窟」となっているという批判がされている。
2016年7月15日にトルコで発生したクーデター未遂事件では、クーデターを試みた勢力がギュレン運動とつながっていたと目され、アメリカに対しギュレンの身柄引き渡し要求が行われたが、ギュレン自身は関与を否定している。